# 賛寧
賛寧（さんねい）は、中国北宋初の僧・仏教史家。俗姓は高氏。呉越の湖州徳清県の出身。

## 生涯
貞明5年（919年）に生まれた。祖先は黄河流域の渤海郡蓨県の人であり、隋末の動乱期に呉興郡徳清県に移住していた家である。後唐の天成年間（926年 - 930年）、賛寧は、杭州祥符寺で出家した。清泰元年（934年）、天台山に入って具足戒を受けた。四分律を修めて、三蔵に精通した。その後、霊隠寺に移り、南山律を習った。また、儒教・道教の二教にも通じていた。文辞に優れ、人士と談論すれば、縦横に論を展開した。そのような寧を、人々は「律虎」と称した。呉越の忠懿王は、賛寧を監壇兼、両浙僧統に任じ、号を「明義崇文大師」と賜った。
太平興国3年（978年）、呉越が宋に帰順すると、賛寧は阿育王寺の舎利塔を奉じて入京し、宋の太宗は、慈福殿で謁見し、紫衣を賜り、都の左街天寿寺に住せしめ、号を「通慧大師」と賜った。太平興国元年（976年）、詔を奉じて『大宋僧史略』3卷を編纂し、右街副僧録に任じられた。太平興国7年（982年）には、浙東に帰郷し、『宋高僧伝』を撰することを命じられた。それは、南朝梁の慧皎の『高僧伝』、唐の道宣の『続高僧伝』の体例に倣い、十科に分類して、南北朝より北宋朝に至る、533人の伝、130人の附伝を収録する僧伝であった。端拱元年（988年）に完成し、弟子の顕宗・智輪と共に、太宗に献上された。帝は僧録司に命じて大蔵経に編入して流通せしめた。
淳化元年（990年）、左街講経首座に任ぜられ、史館編修にも充てられた。また、『鷲嶺聖賢録』を撰した。
淳化3年（992年）、翰林館編修を兼任させられた。至道2年（996年）には、洛京（洛陽）の教門事を管轄した。
真宗の咸平元年（998年）、右街僧録となる。咸平3年（1000年）に左街に昇進した。咸平4年（1001年）に没した。享年83。
徽宗の崇寧4年（1105年）には、「円明」と加諡された。

## 評価
欧陽脩は「呉僧の賛寧は、国初に僧録となり、頗る詩書を読み、博覧強記であった。また自ら撰述を能くし、而も辞弁に縦橫にして、人の能く屈するもの莫し」と評した。
『皇朝類苑』巻59では「僧の賛寧は、文学有り、洞古博物にして、著書数百巻あり。王元之（王禹偁）・徐騎省（徐鉉）は、疑あれば則ち就いて質し、二公は皆な之を拝した」と評した。
そのような評価から、『筍譜』（タケノコ専門の百科事典・譜録）の著者と推定される。
『西湖高僧事略』等に伝あり。